# Vêtre-sur-Anzon
Vêtre-sur-Anzon is een gemeente in het Franse departement Loire (regio Auvergne-Rhône-Alpes). De plaats maakt deel uit van het arrondissement Montbrison. Vêtre-sur-Anzon is op 1 januari 2019 ontstaan door de fusie van de gemeenten Saint-Julien-la-Vêtre en Saint-Thurin. 

## Demografie
Onderstaande figuur toont het verloop van het inwonertal (bron: INSEE-tellingen).